# رقم موتسكين
في الرياضيات ، الnth رقم موتسكين هو عدد الحلات المختلفة لرسم اوتار غير متقاطعة بين n نقاط في دائرة(ليس من الضرورة لمس كل النقاط بالاوتار). تتم تسمية أرقام موتسكين على اسم ثيودور موتسكين ولديها تطبيقات متنوعة في الهندسة والنسجيات ونظرية الأرقام .
ارقام موتسكين {\displaystyle M_{n}} ل {\displaystyle n=0,1,\dots } يشكلون التسلسل:
1 ، 1 ، 2 ، 4 ، 9 ، 21 ، 51 ، 127 ، 323 ، 835 ، 2188 ، 5798 ، 15511 ، 41835 ، 113634 ، 310572 ، 853467 ، 2356779 ، 6536382 ، 18199284 ، 50852019 ، 142547559 ، 400763223 ، 1129760415 ، 3192727797 ، 9043402501 ، 25669818476 ، 73007772802 ، 208023278209 ، 593742784829 ، ... (متسلسلة A001006 في OEIS)

## أمثلة
الشكل التالي يُظهر الطرق التسع لرسم اوتار غير متقاطعة بين 4 نقاط في دائرة (M4 = 9):
الشكل التالي يُظهر الطرق الواحدة والعشرون لرسم اوتار غير متقاطعة بين 5 نقاط في دائرة (M5 = 21):

## الخصائص
أرقام موتسكين تلبية العلاقات تكرار
{\displaystyle M_{n}=M_{n-1}+\sum _{i=0}^{n-2}M_{i}M_{n-2-i}={\frac {2n+1}{n+2}}M_{n-1}+{\frac {3n-3}{n+2}}M_{n-2}.}
يمكن التعبير عن أرقام موتسكين من حيث المعامل الثنائي والأرقام الكاتالونية :
{\displaystyle M_{n}=\sum _{k=0}^{\lfloor n/2\rfloor }{\binom {n}{2k}}C_{k}.}
الدالة المولدة {\displaystyle m(x)=\sum _{n=0}^{\infty }M_{n}x^{n}} من أرقام موتسكين ترضي:
{\displaystyle x^{2}m(x)^{2}+(x-1)m(x)+1=0}